# Список персонажів «Атака титанів»
Список персонажів манґи та Аніме «Атака титанів».

## Головні
- Ерен Єгер (яп. エレン・イェーガー, Eren Yēgā)

Центральний чоловічий персонаж. Ідеалістичний та імпульсивний, Ерен прагне знищити Гігантів і досліджувати навколишній світ. У віці 9 років убив двох з викрадачів, які вбили сім'ю Мікаси, і переконав Мікасу
битися (дівчинка вбила третього, щоб врятувати хлопчика) після того, як він і його батько прийшли її шукати. Посів 5 місце серед кадетів своєї групи, не має ніяких особливих талантів, виняток — майстерність пілотування та бойові навички у
ближньому бою, проте цілеспрямований і неухильно поліпшується через видатні зусилля та сильне почуття мети. Він проявляє дивну здатність мати можливість закликати і контролювати 15-метрове тіло класу Гігант.
Ерен вважає, що ця здатність може бути результатом ін'єкцій, які давав йому батько після смерті матері. Хлопець спочатку мав невеликий контроль над тілом Гіганта, який після цього атакував все, що бачить, але після
вдосокналення звичок отримав ширше використання й абсолютний контроль. Коли тіло велетня не може більше функціонувати, Ерен виходить із задньої частини шиї титана (найпоширеніший недолік усіх гігантів), де його тіло зливається з хребтом.
- Мікаса Акерман (яп. ミカサ・アッカーマン)

Усиновлена дитина сім'ї Джагерів, зведена сестра Ерена, центральний жіночий персонаж. Мікаса — наполовину азіатка й остання представниця Азії та своєї раси, яка проживає в стінах міста після того, як усі інші люди-азіати були знищені Гігантами. Акерман стала значно більш замкнутою після вбивства її батьків, однак, вона, як і раніше, любить і сильно піклується про своїх друзів, особливо Ерена й Арміна, вбачаючи в них останні залишки сім'ї, які дівчина не може дозволити собі втратити. Її особистість сильно змінилася у дорослий бік під впливом Ерена, коли вони разом убили розбійників-викрадачів; світ жорстокий, і, щоб вижити, треба боротися — ці слова залишилися з нею донині.
Перш, ніж її прийняли до сім'ї Джагерів, матір дівчини та батько загинули від рук работоргівців через їх расу. Мікасу врятував Ерен після того, як знайшов дівчинку і вбив викрадачів. У зв'язку з цим інцидентом вона дуже піклується про нього, ходить за ним, як тінь, і буде слідувати завжди незалежно від обставин, дотримуватися будь-яких остаточних рішень, які він зробить. Мікаса має сильне почуття правильного і неправильного, добре знає, що не завжди може вплинути на зведеного брата у своїх рішеннях. Дівчина бере думку Ерена настільки
серйозно, що, коли він одного разу сказав, що її волосся занадто довге, вона відразу ж його підстригла, хоча Жан щойно відзначив, що це виглядає красиво.
Посіла 1 місце серед кадетів-випускників своєї групи, попри сліпу лояльність до Ерена зберігає самовладання у будь-якій ситуації (за винятком, коли її брату загрожує небезпека), вважається безпрецедентним генієм-вундеркіндом у сенсі бойових навичок, до того ж гарна дівчина. Мікасу часто дражнять за її прихильність до зведеного брата. З розвитком сюжету з'являються натяки, що Мікаса кохає Ерена: зокрема, про це говорить капітан Ян Детріх на даху, захищаючи Ерена-гіганта, Акерман відверто ревнує Ерена до Енні Леонгарт під час їх тренувань.
- Армін Арлерт (яп. アルミン・アルレルト)

Найкращий друг Ерена, фізично й емоційно слабкий, хоча його стратегічна інтуїція рятувала Ерена і Мікасу кілька разів. Він, як і раніше, вважає себе абсолютно некомпетентним і ненавидить себе за те, що покладається на інших. За солдатськими стандартами Армін практично не володіє високими фізичними здібностями, але геній логіки, коли мова йде про теоретичну складову. Армін вирішує приєднатися до військової підготовки кадетів 104-го корпусу поряд з Мікасою й Ереном, оскільки вони останні близькі люди, які залишилися серед живих.
Армін був дуже боязким у дитинстві, а в поєднанні з фізичною слабкістю часто ставав легкою мішенню для хуліганів. Хлопець навіть відмовлявся дати відсіч, тому Ерен і Мікаса намагалися завжди постояти за нього. Таким чином, він виріс з низькою самооцінкою про себе і думає, що він ніщо у цьому житті. До 845 року Армін спочатку жив у Сігансіні з батьками і дідусем, будучи близьким другом Ерена, він часто обговорював з останнім зовнішній світ з його солоними океанами, пустелями й іншими сюрреалістичними місцями, тому надихнув Джагера мріяти про це та досліджувати світ за стінами. Через це Арлерт вважався єретиком. Його дід залишив онука разом з іншими біженцями і пішов у похід, щоб повернути стіну Марія, де і помер.
Армін є ключовою людиною, хто за допомогою логіки знайшов усіх ворожих гігантів-перевертнів серед нинішніх новобранців.

## Випускники 104-го корпусу
- Райнер Браун (яп. ライナー・ブラウン)

Кадет 104-го корпусу, який посів 2 місце серед випускників, вважається вольовою людиною з твердим характером і відмінною фізичною підготовкою, найбільш вміло завойовує довіру своїх товаришів. Райнер — відповідальний хлопець з сильним почуттям обов'язку. Він ставиться до своєї ролі солдата дуже серйозно, і закликає інших робити те ж саме. Має добре серце і тенденцію завжди думати спершу про інших, ніж про себе, приймаючи на себе додатковий тягар заради своїх товаришів. Він, як стверджується, «старший брат» інших кадетів.
Однак, пізніше показано, що він має серйозні емоційні та психічні проблеми в результаті своїх дій. Хоча він, як і раніше, вірний своїй справі, він був не в змозі впоратися з почуттям провини і почав придушувати свої справжні спогади. Під час цих епізодів він забуває свою справжню ідентичність, вважаючи себе солдатом-людиною. Таким чином, існує кілька відмінностей між його двома особистостями, його справжнє «Я» безжалісніше і фаталістичніше з необхідності. Він таїть в собі негативне ставлення до себе, маючи на увазі себе, як «лиходія» і «вбивцю», що тільки Бертольд і Енні можуть зрозуміти.
Врешті-решт, з'ясувалося, що він є Броньованим Гігантом (яп. 鎧の巨人), який супроводжує Колосального Гіганта в атаці, що зруйнувала браму в стіні Марія. Як людина, Райнер має блондинисте коротке волосся, широкі плечі і досить високий зріст, що дає йому загрозливий зовнішній вигляд. У формі ж Броньованого Гіганту його зріст — 15 метрів. Його шкіра повністю затвердіває за винятком м'язів.
У повідомлення у своєму блозі автор Хадзіме Ісаяма заявив, що статура Броньованого Гіганта заснована на професійному борці і спеціалісті зі змішаних бойових мистецтв Брока Леснара.
- Бердольт Гувер (яп. ベルトルト・フーバー)

Кадет 104-го корпусу, який посів 3 місце серед випускників. Висококласний спеціаліст у різних стилях рукопашного бою. Він має великий потенціал, але йому не вистачає впевненості в собі і тенденції лідерства, щоб передати це іншим. Пізніше з'ясувалося, що він є сумно відомим 60-метровим Колосальним Гігантом (яп. ベルトルト・フーバー), який знищив Стіну Марія п'ять років тому.
- Енні Леонхарт (яп. アニ・レオンハート)

Кадет 104-го корпусу, яка посіла 4 місце серед випускників. Родом з того ж села, що й Райнер Браун і Бертольд Гувер. У спогадах її батько, який тренував її рукопашному бою, благає пробачити його з невідомих причин. Думаючи, що це може бути занадто пізно, він говорить Ені ставитися до всіх, як до ворогів, і просить, щоб вона пообіцяла йому повернутися додому.
Для Енні примітний її унікальний стиль ведення бою з сильним акцентом на мінімізацію переваг більшого та сильнішого супротивника через удари, кидки та прийоми. Як і Ерен, вона має здатність перетворюватися в 14-метрового титана та використовує цю форму, щоб знищити військові формування Легіону Скаутів. Титанова форма Енні схожа на еренову, але жіночніша і більш м'язиста.
Енні вважається ізольованою за характером особистістю, яка сторониться людей та негативно ставиться до дружби і взагалі спілкування з оточуючими. Вона апатична людина з невеликим бажанням докласти зусиль, як їй здається, для створення безглуздої дисципліни, замість цього дівчина фокусується виключно на тому, щоб потрапити у військову поліцію для легкого життя. Проте, так чи інакше вона трохи захоплюється людьми, які мають глибоке почуття обов'язку і праведності, кому власне життя не є байдужим, хто може присвятити себе всього і навіть померти за власні ідеали.
У реальності вона — Жіночий Гігант (яп. 女型の巨人) і агент, посланий для викрадення Ерена. Основний антагоніст людства після битви у Трості до її викриття. У формі титана Леонгарт має можливість селективно відновити деякі частини швидше на відміну від автоматичної одночасної регенерації всіх пошкоджених частин. Вона може вибірково укріпляти частини її шкіри, щоб захистити її від пошкоджень або для посилення атаки, а також кричати, щоб привернути увагу звичайних титанів. Після захоплення вона згенерувала кокон з неймовірно жорсткого і міцного кристалу, щоб уникнути допиту.
Про відносини Енні з Райнером Брауном і Бертольдом Гувером мало що відомо, попри те, що вони союзники-антагоністи — вона діє як самотній вовк. З Мікасою вона створила певну конкуренцію, до Арміна ставиться з жалем, поважає його розум і волю, тому зберегла йому життя під час переслідування, з Ереном її пов'язують партнерські стосунки, зокрема, хлопець зацікавив її своєю цілеспрямованістю та моральними якостями, з останнім Енні намагалася навіть фліртувати. Зрада Леонгарт сильно потрясла Джагера.
- Жан Кірштейн (яп. ジャン・キルシュタイン)

Кадет 104-го корпусу, який посів 6 місце серед випускників. Вкрай песимістичний про війну з Гігантами. Він закінчує тим, що веде народ на поставки газу для місії. Жан має почуття до Мікаси Акерман, своєрідний суперник Ерена, тому часто сперечається з ним і ревнує його до Мікаси. Ерен вважає, що первинна мета Жана — безпечне привілейоване життя в поліції, бо він боягуз. Жан, з іншого боку, прагнення Ерена приєднатися до самогубців Легіону Скаутів вважає ідіотським. Високо компетентний у тривимірному маневрі, має високу ефективність у його використанні.
Найпомітнішою рисою Жана є звичка говорити все, що в нього на думці, навіть, якщо він знає, що це було б нерозумно. Зазвичай такі дії стають причиною конфлікту, а різні точки зору фактором суперництва з Ереном. Тим не менш, він чесна людина. Марко відзначив, що Жан має здібність розуміти слабких, точно судити і що робити, коли ситуація стає небезпечною. Марко вважає, що це розуміння робить Жана хорошим лідером.
Після виявлення тіла свого друга, Марко, Жан шокований. Пізніше, пам'ятаючи про конфронтацію з Ереном, комплімент Марко про його душевні сили, всупереч власному бажанню і страху, Жан приєднується до Легіону Скаутів замість військової поліції.
- Марко Ботт (яп. マルコ・ボット)

Кадет 104 корпусу, посів 7 місце серед випускників. Він прийшов, щоб служити у поліції та присвятити себе королю. З району Джінай. Мертвий.
- Конні Спрінгер (яп. コニー・スプリンガー)

Кадет 104 корпусу, який посів 8 місце серед випускників. Володіє точним маневруванням, але не дуже розумний. Вступив до легіону розвідки через мотивацію Ерена. З регіону Рагако.
- Саша Брауз (яп. サシャ・ブラウス)

Кадет 104 корпусу, посіла 9 місце серед випускників. Весела дівчина з малонаселеного гірського села мисливців Даупер (південний район стіни Роза), де жила разом із батьком, любить гарно поїсти, часто краде їжу з їдальні. Служить як комічний рельєф на фоні похмурості манги та аніме. Вона надмірно ввічлива, простодушна й ексцентрична. Пізніше приєдналася разом з іншими новачками до Легіону Скаутів. Підтримує дружні відносини з Конні Спрінгером.
У главі 36 манги Саша повертається додому в своє село в горах і там розмовляє своїм нормальним діалектом, яким не користувалася під час військової підготовки. Має сильну інтуїцію, але не підходить для роботи у команді, є експертом зі стрільби з луку. Через її дебютну появу в аніме, де вона їсть варену картоплю, фанати дали їй прізвисько Картопляна дівчина (яп. 芋 女).
- Кріста Ленц (яп. クリスタ・レンズ)/ Хісторія Рейз

(яп. ヒストリア・レイス)
Кадет 104 корпусу, блондинка, яка посіла 10 місце серед випускників. Добра дівчина, яка любить допомагати іншим. Колись вона втекла з дому та почала жити під іншим псевдонімом. На пару з Імір, яка є її близькою подругою, минуле цього персонажа також покрите таємницею. Спражнє ім'я — Істрія Райз. Володіє знаннями щодо появи Гігантів.
- Імір (яп. ユミル)

Кадет 104 корпусу, близька подруга Крісти, до якої вона має романтичні почуття. Імір має загадковий і складний характер, тримаючи багато таємниць при собі. Спочатку здається егоїстичною, цинічною, владною та
хитрою, відмовляється від співпраці, експлуататорська і конфронтаційна, але вона може бути доброю, особливо з Крістою. Часто морально тисне на інших людей, які не вірні власним ідеалам, особливо на Сашу Брауз, враховуючи, що остання використовує японську говірку замість свого нормального діалекту.
Як і в Ерена, в неї є здатність трансформуватися у Гіганта за власним бажанням. Її титанська форма має 7 метрів заввишки, наймоторніша серед гігантів. Вона програла в замку Утгард і серйозно поранена потрапила до
полону Колосального та Броньованого Титанів разом з Ереном після виявлення їх суті. Володіє знанням багатьох секретів щодо істинної природи Гігантів й історії людства. Хоча і не повністю готова довіряти
Райнеру і Бертхольту, вона зраджує людство в обмін на безпеку Крісти. Мало що відомо про її минуле чи мотивації, крім того, що вона хоче захистити Крісту за будь-яку ціну. Існують деякі натяки на те, що колись Імір була значущою людиною, її ненавиділи за її існування та вона «померла за щастя» інших. У якийсь момент дівчина перетворена на титана, провела 60 років у цьому стані, блукаючи по землі поза стіною Марія, відчуваючи, як вона описала, нескінченний жах.
- Томас Вагнер (яп. トーマス・ワグナー)

Кадет 104 корпусу, білявий хлопець з округу Трост, який прагнув приєднатися до військової поліції після закінчення навчання, але пізніше передумав, почувши промову Ерена. Пізніше направлений на ремонт основної артилерії, Група 4, опинився у ті й же команді, що й Джагери. Був з групою поверх фронтальної стіни Троста поряд з Ереном, Конні, Сашою, Самуїлом і Міною, коли з'явився Колосальний Гігант у 850 р. Після вторгнення призначений до 34-ї команди. Коли остання збиралася підтримувати задню авангарду, на нього напав і вбив Аномальний Гігант під час першого бою у Трості.
- Міна Керолайн (яп. ミーナ・カロライナ)

Кадет 104-го корпусу, чорнява дівчина з двома косичками з округу Трост, приєдналася до легіону розвідки приєднатися, натхненна промовою Ерена на випускному, призначена на ремонт основної артилерії — Група 4. Входила
до складу групи, що працює на вершині технічного обслуговування торцевих стінок Тросту, коли з'явився Колосальний Гігант. Після вторгнення призначена до 34-ї команди, коли остання збирається підтримувати задню авангарду, її вбив та з'їв титан.
- Нак Тіз (яп. ナック・ティアス)

Один із випускників 104-го корпусу, входив до складу 34-го загону, направленего для підтримки заднього авангарду під час вторгнення у Трості. Убитий після того, як загін потрапив у засідку групи титанів.
- Мілліус Зермускі (яп. ミリウス・ゼルムスキー)

Один із випускників 104-го корпусу, входив до складу 34-го загону, направленего для підтримки заднього авангарду під час вторгнення у Трості. Убитий після того, як загін потрапив у засідку групи титанів.
- Самуель (яп. サムエル)

Кадет 104 корпусу, чорнявий хлопець, який був призначений на ремонт основної артилерії — Група 4. Був з групою, що працює поверх фронтальної стіни Трост, коли з'явився Колосальний Гігант і почав вторгнення у Трост у 850 р. Під часу нападу титана його збили зі стіни у непритомному стані, але його врятувала Саша.
- Франц (яп. フランツ)

Один з випускників 104-го корпусу, зазвичай має спокійну поведінку і намагається знизити рівень напруженості між Жаномом й Ереном. Має теплі стосунки з Ханною, будучи стажистом корпусу, й іноді сперечався з нею про дрібниці. Ерен ставиться до них як «чоловіка та дружини». Під час вторгнення у Трості, убитий титаном, втративши нижню половину тіла. Ханна відчайдушно намагалася реанімувати його, але безрезультатно.
- Ханна (яп. ハンナ)

Одна з випускників 104-го корпусу, знаходиться у теплих відносинах Францом, сперечається з ним про дрібниці. Відчайдушно намагалася реанімувати Франца після того, як він був убитий титаном.
- Том (яп. トム)

Один з випускників 104-го корпусу. Під час вторгнення у Трості у 850 році, був частиною команди маневрування, в тому числі з Жаном та Мікасою.
- Дац (яп. ダズ)

Один з випускників 104-го корпусу. Страшенно боїться гігантів після того, як став свідком знищення людей групою титанів. Він із тієї ж групи родом з гір, що й Кріста. В аніме у нього починається блювання через паніку після згадки про напад гігантів на Трост.

## Розвідкорпус
- Леві Акерман (яп. リブァイ・アッカーマン)

лідер елітного загону Розвідки, що захищають людей народу Імір від титанів-людожерів. Вік цього персонажа—25—34 роки, хоч на вигляд він більше скидається на підлітка.

## Інші
- Гріша Єгер (яп. グリシャイェーガー)

Батько Ерена та прийомний батько Мікаси. Відомий лікар, користувався великою повагою в окрузі Сігансіна після того як врятував село від таємничої епідемії шляхом розробки вірусної вакцини. Він також
забезпечує медичне обслуговування викликів на дім мешканцям Сігансіни.
У підвалі будинку сім'ї Джагер він ховає таємницю, яку називає «істиною», пізніше після падіння стіни Марія вводить у свого сина серію хімічних речовин, що викликають амнезією, і довіряє йому ключ до «істини», перш ніж загадково зникнути.
- Карла Єгер (яп. カルライェーガー)

Рідна мати Ерена та прийомна мати Мікаси, хоча вона любила їх обох однаково. Карла була проти рішення Ерена приєднатися до Розвідкорпусу і пробувала через Мікасу змінити думку сина. На початку серіалу вона
опиняється в пастці під будинком сім'ї Джагерів та уламками стіни Марія після того, як її зруйнував Колосальний Гігант у 845 році. Ерен і Мікаса намагалися врятувати її, проте безуспішно. На очах у дітей її підібрав Гігант і з'їв її. Смерть Карли — один з найдраматичніших епізодів аніме.
- Лорд Барт (яп. バルト 侯)

Оригінальний персонаж аніме. Шляхетний лорд і друг Піксіса, який викликає його на неквапливу гру в шахи. Вважає простолюдинів звичайним сміттям.
- Далліс Заклей (яп. ダリス · ザックレー)

Далліс — верховний головнокомандувач армії, всі члени бригад військової поліції, гарнізону та Розвідкорпусу підкоряються йому. Він вперше з'являється під час суду над Ереном.

## Гіганти
- «Соні» і «Бін» (яп. ソニー と ビーン)

4-метровий і 7-метровий Гіганти, захоплені за допомогою Ерена для дослідження Ханджи Зое. З ними вона виявляє, що Титанам потрібно сонячне світло.